# Proyecto Estaciones Meteorológicas Automáticas Antárticas

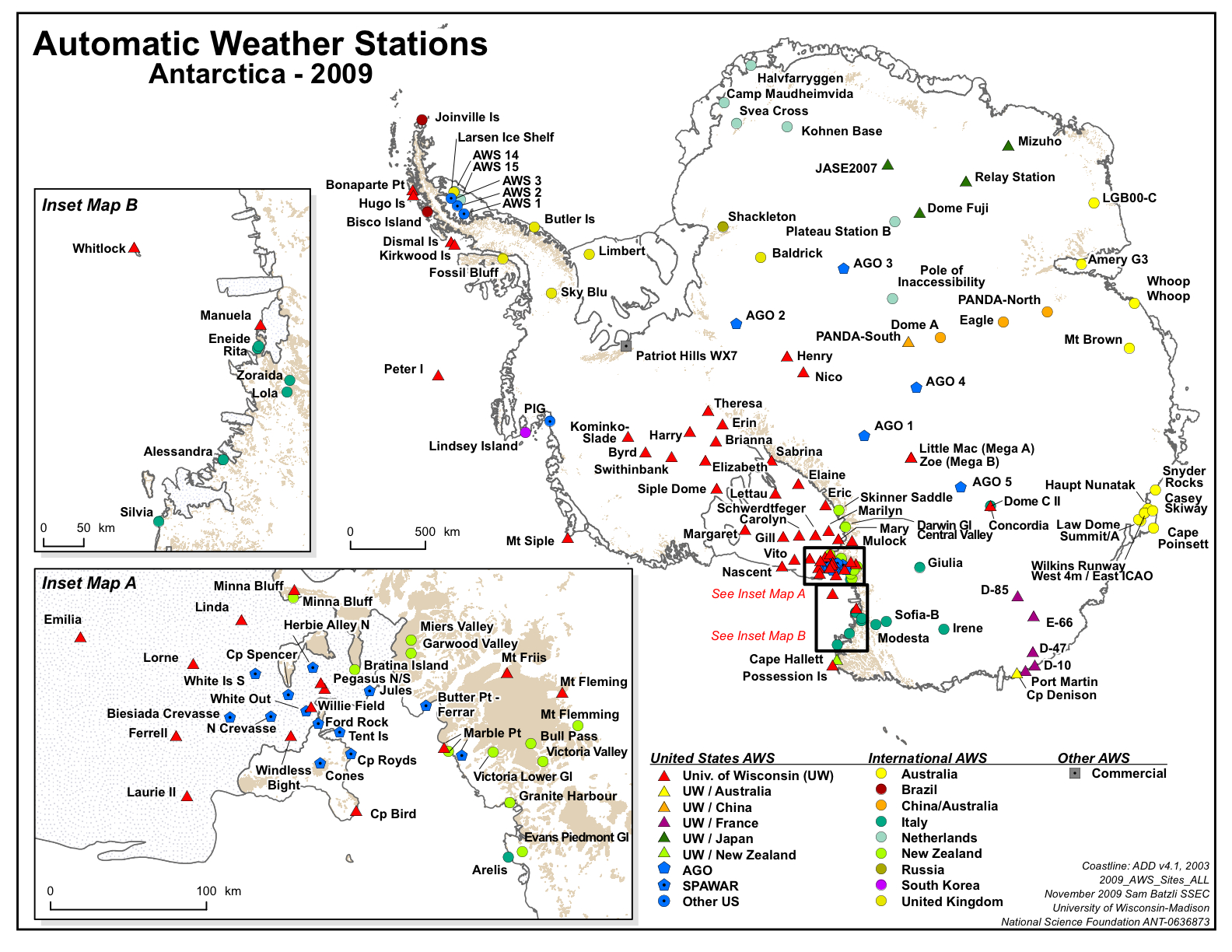
Localizaciones de todas las estaciones meteorológicas automáticas instaladas en la Antártida.

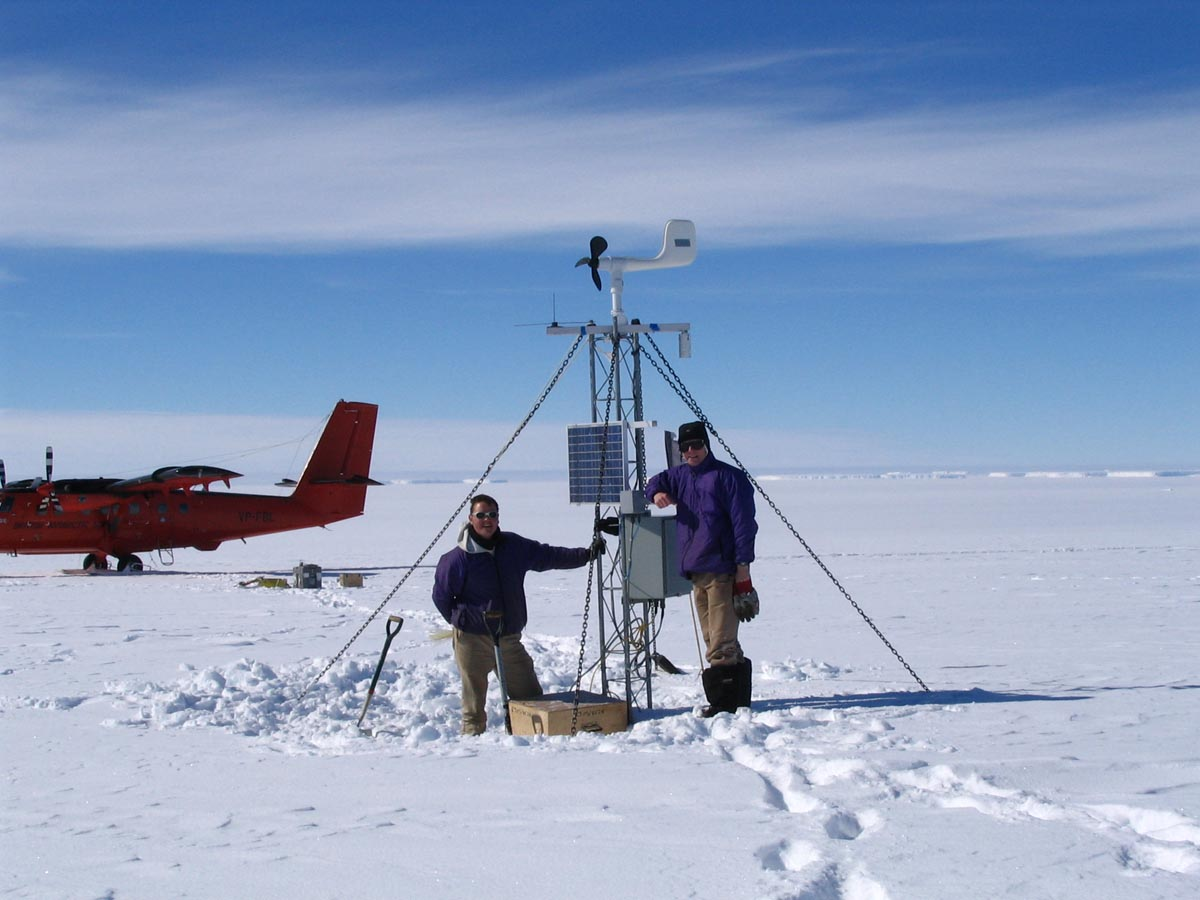
Estación meteorológica automática en la isla Butler.

El Proyecto Estaciones Meteorológicas Automáticas Antárticas (en inglés: Antarctic Automatic Weather Stations Project) es un programa de investigación en la Antártida del Centro de Ingeniería y Ciencias del Espacio (Space Science and Engineering Center) de la Universidad de Wisconsin-Madison de Estados Unidos, que es financiado por la Oficina de Programas Polares de la Fundación Nacional para la Ciencia. El proyecto fue iniciado en 1980 por el profesor de ciencias atmosféricas Charles Sterns de la Universidad de Wisconsin-Madison.
El proyecto opera y mantiene a mayo de 2015 un total de 63 estaciones meteorológicas automáticas (en inglés: AWS) en la Antártida, más de la mitad de todas las estaciones conocidas que están operando en el continente.

## Proyecto original AWS
En 1978 el profesor Alan Peterson en el Laboratorio de Radio Ciencias de la Universidad de Stanford desarrolló la estación meteorológica automática antártica original. Aspectos operativos claves de la original AWS eran los circuitos de baja tensión y el Sistema Argos de comunicaciones por satélite.
El sistema de comunicación satelital ARGOS transmite los datos de observaciones de cada AWS a satélites meteorológicos en órbita polar y luego a las estaciones de recepción de latitud media para el análisis y archivo.

## Investigación
Los datos del programa AWS de la Universidad de Wisconsin-Madison han sido utilizados para muchos estudios de investigación, incluyendo, pero no limitado a: estudios de meteorología de capa límite cerca del Polo Sur, estudios de vientos catabáticos en el glaciar Reeves y la Tierra de Adelia, investigación ecológica a largo plazo a lo largo de la península Antártica, y estudios de flujo de viento de barrera a lo largo de las montañas Transantárticas y la península Antártica. Estudios adicionales incluyen los pronósticos para vuelos y estudios climatológicos a largo plazo en el domo C, en la Antártida Oriental y en la histórica Base Byrd en la Antártida Occidental.
Aunque el objetivo principal del proyecto tenía la intención de recopilar datos sobre las condiciones meteorológicas que se iban presentando, el archivo actual de 30 años de datos ha permitido algún uso reciente de los datos climatológicos pasados.
La red AWS de la Universidad de Wisconsin-Madison ha estado también en roles de soporte secundarios para otras instituciones de investigación nacionales e internacionales para estudios glaciológicos, de icebergs tabulares, y la predicción meteorológica operativa.

## Listado de AWS de la Universidad de Wisconsin-Madison en la Antártida
Actualizado a 1 de mayo de 2015.
| Nombre de la AWS                                     | Código del sitio | Ubicación                                                 | Coordenadas                                | Altura sobre el nivel del mar (m) | Fecha de inicio del servicio |
| ---------------------------------------------------- | ---------------- | --------------------------------------------------------- | ------------------------------------------ | --------------------------------- | ---------------------------- |
| AGO-4 (ex P4)                                        | AG4              | Meseta Antártica                                          | 82°00′36″S 96°45′36″E / -82.010, 96.760    | 3597                              | 01-01-2012                   |
| Alexander Tall Tower!                                | BAT              | Barrera de hielo Ross                                     | 79°01′23″S 170°41′56″E / -79.023, 170.699  | 58,026                            | 02-02-2011                   |
| Baldrick (ex M-83) (coprop. Reino Unido)             | BAL              | Meseta Antártica                                          | 82°46′26″S 13°03′14″O / -82.774, -13.054   | 1968                              | 01-01-2008                   |
| Bear Peninsula                                       | BRP              | Península Bear, Tierra de Marie Byrd                      | 74°32′46″S 111°53′06″O / -74.546, -111.885 | 312                               | 13-01-2011                   |
| Bonaparte Point                                      | BPT              | Punta Bonaparte, península Antártica                      | 64°46′41″S 64°04′01″O / -64.778, -64.067   | 8                                 | 05-01-1992                   |
| Brianna                                              | BRI              | Antártida Occidental                                      | 83°53′20″S 134°09′14″O / -83.889, -134.154 | 525                               | 30-11-1994                   |
| Butler Island (coprop. Reino Unido)                  | BUT              | Isla Butler, península Antártica                          | 72°12′36″S 60°09′36″O / -72.210, -60.160   | 91                                | 01-03-1986                   |
| Byrd (ex Byrd Station)                               | BYD              | Base Byrd, Antártida Occidental                           | 80°00′25″S 119°24′14″O / -80.007, -119.404 | 1530                              | 05-02-1980                   |
| Cape Bird                                            | CBD              | Isla de Ross                                              | 77°13′01″S 166°26′20″E / -77.217, 166.439  | 38,291                            | 28-01-1999                   |
| Cape Denison (coprop. Australia)                     | CDN              | Cabo Denison, costa Adelia                                | 67°00′32″S 142°39′50″E / -67.009, 142.664  | 31                                | 20-01-1990                   |
| Cape Hallett (coprop. Nueva Zelanda)                 | CHA              | Base Cabo Hallett, costa Scott                            | 72°11′24″S 170°09′36″E / -72.190, 170.160  | 1                                 | 14-10-2007                   |
| D-10 (ex Dumont D'Urville) (coprop. Francia)         | D10              | Cerca de la Base Dumont d'Urville, costa de Adelia        | 66°42′36″S 139°49′48″E / -66.710, 139.830  | 243                               | 08-01-1980                   |
| D-47 (coprop. Francia)                               | D47              | costa Adelia                                              | 67°23′49″S 138°43′34″E / -67.397, 138.726  | 1560                              | 24-01-1983                   |
| D-85 (coprop. Francia)                               | D85              | costa Adelia                                              | 70°25′34″S 134°08′46″E / -70.426, 134.146  | 2651                              | 10-12-2007                   |
| Dismal Island                                        | DIS              | Isla Dismal, península Antártica                          | 68°05′13″S 68°49′30″O / -68.087, -68.825   | 10                                | 27-05-2001                   |
| Dome C II (coprop. Francia)                          | DC2              | Domo C, meseta Antártica                                  | 75°06′22″S 123°20′46″E / -75.106, 123.346  | 3250                              | 12-12-1995                   |
| Dome F (Fuji) (coprop. Japón)                        | FUJ              | Base Domo Fuji, meseta Antártica                          | 77°18′36″S 39°42′00″E / -77.310, 39.700    | 3810                              | 04-02-1997                   |
| Elaine                                               | ELN              | Barrera de hielo Ross                                     | 83°05′38″S 174°17′06″E / -83.094, 174.285  | 58                                | 28-01-1986                   |
| Elizabeth                                            | ELZ              | Antártida Occidental                                      | 82°36′25″S 137°04′41″O / -82.607, -137.078 | 519                               | 30-11-1994                   |
| Emilia                                               | EML              | Barrera de hielo Ross                                     | 78°25′55″S 173°10′52″E / -78.432, 173.181  | 51,594                            | 31-01-2004                   |
| Emma                                                 | EMA              | Barrera de hielo Ross                                     | 84°00′00″S 174°59′56″O / -84.000, -174.999 | 81,157                            | 02-12-2014                   |
| Erin                                                 | ERN              | Antártida Occidental                                      | 84°54′11″S 128°51′11″O / -84.903, -128.853 | 988,935                           | 29-11-1994                   |
| Evans Knoll                                          | EKN              | Antártida Occidental                                      | 74°51′00″S 100°24′14″O / -74.850, -100.404 | 188                               | 11-01-2011                   |
| Ferrell                                              | FER              | Barrera de hielo cerca de la isla de Ross                 | 77°48′32″S 170°49′05″E / -77.809, 170.818  | 42,35                             | 10-12-1980                   |
| Fossil Bluff (coprop. Reino Unido)                   | FSB              | Fossil Bluff, península Antártica                         | 71°19′59″S 68°16′59″O / -71.333, -68.283   | 63                                | 10-01-2006                   |
| Gill                                                 | GIL              | Barrera de hielo Ross                                     | 79°52′44″S 178°33′54″O / -79.879, -178.565 | 53                                | 24-01-1985                   |
| Harry                                                | HRY              | Antártida Occidental                                      | 83°00′18″S 121°24′11″O / -83.005, -121.403 | 956,569                           | 26-01-1993                   |
| Henry                                                | HEN              | Meseta Antártica                                          | 89°00′04″S 0°23′28″O / -89.001, -0.391     | 2740,886                          | 15-01-2015                   |
| Hugo Island (ex Santa Clause Island)                 | HUG              | Isla Víctor Hugo, península Antártica                     | 64°57′43″S 65°40′08″O / -64.962, -65.669   | 25                                | 01-04-2009                   |
| Janet                                                | JNT              | Antártida Occidental                                      | 77°10′26″S 123°23′24″O / -77.174, -123.390 | 2085                              | 14-01-2011                   |
| JASE2007 (coprop. Japón)                             | JAS              | Meseta Antártica                                          | 75°53′17″S 25°50′02″E / -75.888, 25.834    | 3661                              | 27-09-2007                   |
| Kominko-Slade (WAIS)                                 | KMS              | Antártida Occidental                                      | 79°27′58″S 112°06′22″O / -79.466, -112.106 | 1800,96                           | 13-01-2006                   |
| Larsen Ice Shelf (ex Ice Rise) (coprop. Reino Unido) | LIS              | Barrera de hielo Larsen                                   | 66°54′00″S 69°00′25″O / -66.900, -69.007   | 50, luego a 17                    | 07-02-1983                   |
| Laurie II                                            | LR2              | Barrera de hielo cerca de la isla de Ross                 | 77°27′04″S 170°45′36″E / -77.451, 170.760  | 35,462                            | 01-02-2000                   |
| Lettau                                               | LET              | Barrera de hielo Ross                                     | 82°28′30″S 174°35′13″O / -82.475, -174.587 | 37,9                              | 29-01-1986                   |
| Limbert (coprop. Reino Unido)                        | LBT              | Barrera de hielo Filchner-Ronne                           | 75°25′12″S 59°51′04″O / -75.420, -59.851   | 40                                | 30-11-1995                   |
| Linda                                                | LDA              | Barrera de hielo cerca de la isla de Ross                 | 78°26′20″S 168°24′22″E / -78.439, 168.406  | 43                                | 21-01-1991                   |
| Lorne                                                | LOR              | Barrera de hielo cerca de la isla de Ross                 | 78°13′19″S 170°00′54″E / -78.222, 170.015  | 44,856                            | 12-01-2007                   |
| Manuela (ex Inexpressible Island)                    | MLA              | Isla Inexpressible, glaciar Reeves                        | 74°56′46″S 163°41′13″E / -74.946, 163.687  | 78                                | 06-02-1984                   |
| Marble Point                                         | MPT              | Base Punta Marble, cerca de la isla de Ross               | 77°26′20″S 163°45′14″E / -77.439, 163.754  | 108                               | 05-02-1980                   |
| Marble Point II                                      | MP2              | Base Punta Marble, cerca de la isla de Ross               | 77°26′20″S 163°45′32″E / -77.439, 163.759  | 111,022                           | 30-11-2011                   |
| Margaret (ex Roosevelt Island)                       | MGT              | Isla Roosevelt, barrera de hielo Ross                     | 80°00′00″S 165°00′00″O / -80.000, -165.000 | 67                                | 12-11-2008                   |
| Marilyn (ex Byrd Glacier)                            | MLN              | Barrera de hielo Ross                                     | 79°54′47″S 165°39′25″E / -79.913, 165.657  | 62,971                            | 16-01-1984                   |
| Minna Bluff                                          | MNB              | Costa Scott                                               | 78°33′18″S 166°41′28″E / -78.555, 166.691  | 895                               | 22-01-1991                   |
| Mizuho (coprop. Japón)                               | MIZ              | Base Mizuho, Meseta Antártica                             | 70°42′00″S 44°17′24″E / -70.700, 44.290    | 2260                              | 07-10-2000                   |
| Nascent                                              | NSC              | Barrera de hielo Ross                                     | 78°06′11″S 178°28′26″O / -78.103, -178.474 | 30                                | 02-11-2004                   |
| Nico                                                 | NIC              | Meseta Antártica                                          | 89°00′00″S 90°01′26″E / -89.000, 90.024    | 2978,766                          | 26-01-1993                   |
| PANDA-South (coprop. China)                          | PDA              | Meseta Antártica                                          | 82°19′30″S 75°59′20″E / -82.325, 75.989    | 30416                             | 14-01-2008                   |
| Pegasus North                                        | PGN              | Barrera de hielo cerca de la isla de Ross                 | 77°57′07″S 166°30′00″E / -77.952, 166.500  | 8                                 | 23-01-1990                   |
| Port Martin (coprop. Francia)                        | PTM              | Puerto Martin, Tierra Adelia                              | 66°49′12″S 141°23′24″E / -66.820, 141.390  | 39                                | 19-01-1990                   |
| Possession Island                                    | POS              | Isla Posesión, costa Scott                                | 71°53′28″S 171°12′36″E / -71.891, 171.210  | 30                                | 29-12-1992                   |
| Relay Station (coprop. Japón)                        | RLS              | Meseta Antártica                                          | 74°01′01″S 43°03′43″E / -74.017, 43.062    | 3353                              | 01-02-1995                   |
| Sabrina                                              | SAB              | Barrera de hielo Ross                                     | 84°14′49″S 170°04′05″O / -84.247, -170.068 | 87,614                            | 02-02-2009                   |
| Schwerdtfeger                                        | SWT              | Barrera de hielo Ross                                     | 79°52′30″S 170°06′18″E / -79.875, 170.105  | 54                                | 24-01-1985                   |
| Siple Dome                                           | SID              | Campamento Domo Siple, Antártida Occidental               | 81°39′22″S 148°46′23″O / -81.656, -148.773 | 667,603                           | 21-01-1997                   |
| Sky-Blu (coprop. Reino Unido)                        | SKY              | Base Sky-Blu, península Antártica                         | 74°47′31″S 71°29′17″O / -74.792, -71.488   | 1510                              | 07-02-1999                   |
| Theresa                                              | TRS              | Antártida Occidental                                      | 84°36′07″S 115°50′28″O / -84.602, -115.841 | 1454,953                          | 29-11-1994                   |
| Thurston Island                                      | THI              | Isla Thurston, Antártida Occidental                       | 72°55′55″S 97°32′42″O / -72.932, -97.545   | 145                               | 15-01-2011                   |
| Vito                                                 | VTO              | Barrera de hielo Ross                                     | 78°24′58″S 177°49′23″E / -78.416, 177.823  | 48,939                            | 03-02-2004                   |
| White Island                                         | WTI              | Isla White, cerca de la isla de Ross                      | 78°04′34″S 167°27′04″E / -78.076, 167.451  | 686,362                           | 20-12-2012                   |
| Whitlock (ex Franklin Island)                        | WTL              | Isla Franklin, costa Scott                                | 76°08′31″S 168°23′38″E / -76.142, 168.394  | 262                               | 01-01-1982                   |
| Willie Field                                         | WFD              | Campo Williams, barrera de hielo cerca de la isla de Ross | 77°52′01″S 166°56′49″E / -77.867, 166.947  | 12                                | 25-01-1992                   |
| Windless Bight                                       | WDB              | Barrera de hielo cerca de la isla de Ross                 | 77°43′37″S 167°40′41″E / -77.727, 167.678  | 40,23                             | 09-12-1998                   |

## Listado de AWS de la Universidad de Wisconsin-Madison en la Antártida que fueron removidas
| Nombre de la AWS                              | Código del sitio | Ubicación                                                | Coordenadas                                | Altura sobre el nivel del mar (m) | Fecha de inicio del servicio | Fecha de remoción              |
| --------------------------------------------- | ---------------- | -------------------------------------------------------- | ------------------------------------------ | --------------------------------- | ---------------------------- | ------------------------------ |
| AGO-A81                                       | A81              | Meseta Antártica                                         | 81°30′00″S 3°44′24″E / -81.500, 3.740      | 2410                              | 08-01-1993                   | 16-01-1994                     |
| AGO-A84                                       | A84              | Meseta Antártica                                         | 84°21′36″S 23°51′36″O / -84.360, -23.860   | 2103                              | 19-01-1996                   | 04-10-1997                     |
| Allison                                       | ALN              | Meseta Antártica                                         | 89°52′48″S 60°00′00″O / -89.880, -60.000   | 2835                              | 28-01-1986                   | 31-07-1987                     |
| Asgard                                        | ASG              | Montañas Transantárticas                                 | 77°36′00″S 161°04′12″E / -77.600, 161.070  | 1750                              | 05-02-1980                   | 31-12-1982                     |
| BAS-AGO (ex AGO Site o BAS)                   | AGO              | Península Antártica                                      | 77°31′12″S 23°44′24″O / -77.520, -23.740   | 1545                              | 26-01-1991                   | 08-01-1993                     |
| Bowers                                        | BOW              | Montañas Transantárticas                                 | 85°12′00″S 163°24′00″E / -85.200, 163.400  | 2090                              | 11-01-1986                   | 08-08-1986                     |
| Buckle Island                                 | BUC              | Isla Buckle, islas Balleny                               | 66°52′12″S 163°14′24″E / -66.870, 163.240  | 520                               | 20-02-1987                   | 27-12-1988                     |
| Cape Adams                                    | CAD              | Cabo Adams, península Antártica                          | 75°00′36″S 62°31′48″O / -75.010, -62.530   | 25                                | 29-01-1989                   | 22-09-1992                     |
| Cape Spencer                                  | CSP              | Barrera de hielo cerca de la isla de Ross                | 77°58′12″S 167°33′00″E / -77.970, 167.550  | 30                                | 11-01-1999                   | 01-01-2005 (fuera de servicio) |
| Cape Webb                                     | CWB              | Costa Adelia                                             | 67°56′35″S 146°48′43″E / -67.943, 146.812  | 37                                | 28-12-1994                   | 21-12-1998                     |
| Carolyn                                       | CRL              | Barrera de hielo Ross                                    | 79°57′50″S 175°50′31″E / -79.964, 175.842  | 52                                | 02-02-2005                   | 22-11-2014                     |
| Clean Air                                     | CAR              | Meseta Antártica                                         | 90°00′00″S 0°00′00″E / -90.000, 0.000      | 8918                              | 29-01-1986                   | 25-01-2003                     |
| D-17                                          | D17              | Costa Adelia                                             | 66°43′48″S 139°42′00″E / -66.730, 139.700  | 438                               | 11-01-1980                   | 19-06-1980                     |
| D-57                                          | D57              | Costa Adelia                                             | 68°10′48″S 137°31′12″E / -68.180, 137.520  | 2103                              | 16-01-1981                   | 07-01-1989                     |
| D-57                                          | D57              | Costa Adelia                                             | 68°10′48″S 137°31′12″E / -68.180, 137.520  | 2105                              | Reinstalada 08-02-1996       | 01-01-2007                     |
| D-80                                          | D80              | Interior de la costa Adelia                              | 70°01′12″S 134°43′12″E / -70.020, 134.720  | 2500                              | 14-01-1983                   | 01-01-1999                     |
| Dolleman Island                               | DOL              | Isla Dolleman, península Antártica                       | 70°34′48″S 60°55′12″O / -70.580, -60.920   | 396                               | 18-02-1986                   | 27-12-1988                     |
| Dome C                                        | DMC              | Domo C, meseta Antártica                                 | 74°30′00″S 123°00′00″E / -74.500, 123.000  | 3280                              | 05-02-1980                   | 02-01-1996                     |
| Dome Fuji                                     | DMF              | Domo Fuji, meseta Antártica                              | 74°30′00″S 123°00′00″E / -74.500, 123.000  | 3280                              | 08-02-1995                   | 25-12-1997                     |
| Doug                                          | DUG              | Antártida Occidental                                     | 82°18′54″S 113°14′24″O / -82.315, -113.240 | 1433                              | 29-11-1994                   | 01-01-2007 (fuera de servicio) |
| E-66 (D-66A)                                  | E66              | Costa Adelia                                             | 68°54′43″S 134°39′18″E / -68.912, 134.655  | 2485                              | 12-12-2007                   | 26-11-2011                     |
| Eric                                          | ERC              | Barrera de hielo Ross                                    | 81°30′14″S 163°56′20″E / -81.504, 163.939  | 45                                | 29-01-2005                   | 15-11-2014                     |
| Ferrell II                                    | FE2              | Barrera de hielo cerca de la isla de Ross                | 77°49′59″S 170°49′08″E / -77.833, 170.819  | 45                                | 09-02-2011                   | 01-01-2013                     |
| Fogle (ex Arrival Heights)                    | FGL              | Isla de Ross                                             | 77°54′00″S 166°43′12″E / -77.900, 166.720  | 200                               | 25-01-1984                   | 05-01-1985                     |
| Halley Bay (ex Halley)                        | HLY              | Bahía Halley, costa Caird                                | 75°30′00″S 26°39′00″O / -75.500, -26.650   | 52                                | 21-03-1990                   | 07-11-1990                     |
| J.C.                                          | JC1              | Antártida Occidental                                     | 85°04′12″S 135°30′58″O / -85.070, -135.516 | 549                               | 29-11-1994                   | 19-01-2000                     |
| Jimmy                                         | JMY              | Isla de Ross                                             | 77°48′00″S 166°42′00″E / -77.800, 166.700  | 202                               | 05-12-1981                   | 30-12-1990                     |
| Katie (ex Windless Bight)                     | KAT              | Barrera de hielo cerca de la isla de Ross                | 77°45′00″S 167°40′12″E / -77.750, 167.670  | 39                                | 09-02-1983                   | 05-01-1986                     |
| Kelly                                         | KEL              | Meseta Antártica                                         | 89°00′00″S 179°36′36″O / -89.000, -179.610 | 2950                              | 27-01-1993                   | 22-01-1994                     |
| Kirkwood Island                               | KIR              | Isla Kirkwood, península Antártica                       | 68°20′24″S 69°00′25″O / -68.340, -69.007   | 30                                | 26-05-2001                   | 01-01-2008                     |
| Laurie (ex Cape Crozier)                      | LAU              | Barrera de hielo cerca de la isla de Ross                | 77°33′00″S 170°05′24″E / -77.550, 170.090  | 25                                | 15-12-1981                   | 12-01-1986                     |
| Lindsay                                       | LSY              | Meseta Antártica                                         | 89°00′00″S 89°51′00″O / -89.000, -89.850   | 2940                              | 26-01-1993                   | 22-01-1994                     |
| Little Mac (Mega A) (ex Megadunes Little Mac) | MLM              | Meseta Antártica                                         | 80°47′24″S 124°26′02″E / -80.790, 124.434  | 2884                              | 01-01-2004                   | 17-01-2011                     |
| Lynn                                          | LYN              | Glaciar Reeves                                           | 74°13′48″S 160°22′12″E / -74.230, 160.370  | 1772                              | 19-01-1988                   | 05-01-1998                     |
| Manning (ex Minna B1)                         | MAN              | Cerca de la isla de Ross                                 | 78°45′00″S 166°51′00″E / -78.750, 166.850  | 66                                | 01-12-1980                   | 15-01-1986                     |
| Marlene                                       | MRL              | Barrera de hielo Ross                                    | 83°39′00″S 166°51′00″E / -83.650, 166.850  | 82                                | 13-01-2011                   | 15-11-2014                     |
| Martha I (ex Martha)                          | MTA              | Barrera de hielo Ross                                    | 78°18′36″S 172°30′00″O / -78.310, -172.500 | 42                                | 01-02-1984                   | 30-12-1987                     |
| Martha II                                     | MT2              | Barrera de hielo Ross                                    | 78°22′48″S 173°25′12″O / -78.380, -173.420 | 18                                | 11-02-1987                   | 14-02-1992                     |
| Mary                                          | MRY              | Barrera de hielo Ross                                    | 79°18′18″S 162°59′06″E / -79.305, 162.985  | 58                                | 31-01-2005                   | 20-01-2012                     |
| Meeley                                        | MLY              | Barrera de hielo cerca de la isla de Ross                | 78°31′12″S 170°10′48″E / -78.520, 170.180  | 49                                | 04-12-1980                   | 26-01-1986                     |
| Mount Erebus (ex Erebus)                      | MTE              | Isla de Ross                                             | 77°31′48″S 167°07′48″E / -77.530, 167.130  | 3700                              | 21-11-1989                   | 17-10-1990                     |
| Mount Fleming                                 | MTF              | Montañas Transantárticas                                 | 77°31′59″S 160°16′34″E / -77.533, 160.276  | 1868                              | 01-11-2006                   | 21-12-2010                     |
| Mount Friis (ex Friis Hills)                  | FRH              | Montañas Transantárticas                                 | 77°44′49″S 161°30′58″E / -77.747, 161.516  | 1580                              | 01-01-2007                   | 21-12-2010                     |
| Mount Howe                                    | MTH              | Meseta Antártica                                         | 87°19′12″S 149°33′00″O / -87.320, -149.550 | 2400                              | 11-01-1992                   | 22-01-1994                     |
| Mount Siple                                   | MTS              | Tierra de Marie Byrd                                     | 73°11′53″S 127°03′07″O / -73.198, -127.052 | 230                               | 20-02-1992                   | 01-01-2015                     |
| Mulock                                        | MUL              | Montañas Transantárticas                                 | 79°01′05″S 170°49′08″E / -79.018, 170.819  | 378                               | 24-10-2006                   | 27-01-2011                     |
| Nancy                                         | NAN              | Barrera de hielo cerca de la isla de Ross                | 77°54′36″S 168°10′12″E / -77.910, 168.170  | 25                                | 17-01-1983                   | 25-11-1983                     |
| Noel/ITASE                                    | NOL              | Antártida Occidental                                     | 79°20′02″S 111°04′37″O / -79.334, -111.077 | 1833                              | 19-01-2000                   | 13-01-2002                     |
| Pat                                           | PAT              | Glaciar Reeves                                           | 74°52′48″S 163°06′00″E / -74.880, 163.100  | 30                                | 01-01-1989                   | 01-01-1991                     |
| Patrick                                       | PTK              | Meseta Antártica                                         | 89°52′48″S 45°00′00″E / -89.880, 45.000    | 2835                              | 28-01-1986                   | 27-06-1987                     |
| Pegasus                                       | PEG              | Campo Pegasus, barrera de hielo cerca de la isla de Ross | 78°00′00″S 166°38′24″E / -78.000, 166.640  | 10                                | 22-01-1989                   | 10-11-1989                     |
| Pegasus South                                 | PGS              | Barrera de hielo cerca de la isla de Ross                | 77°59′24″S 166°34′48″E / -77.990, 166.580  | 10                                | 1991-01-14                   | 2009-01-07                     |
| Penguin Point                                 | PPT              | Costa Adelia                                             | 67°37′12″S 146°00′00″E / -67.620, 146.000  | 30                                | 1992-12-24                   | 2007-01-01                     |
| Peter I                                       | PTI              | Isla Pedro I                                             | 68°46′08″S 90°40′12″O / -68.769, -90.670   | 90                                | 2006-02-09                   | 2007-01-01 Fuera de servicio   |
| Racer Rock                                    | RAC              | Península Antártica                                      | 64°09′36″S 61°32′24″O / -64.160, -61.540   | 17                                | 1989-10-15                   | 2004-03-15                     |
| Recovery Glacier                              | REC              | Glaciar Recovery                                         | 80°49′12″S 22°15′36″O / -80.820, -22.260   | 1220                              | 1994-01-18                   | 1996-01-09                     |
| Sandra                                        | SAN              | Glaciar Reeves                                           | 74°29′24″S 160°29′24″E / -74.490, 160.490  | 1525                              | 1988-01-19                   | 1995-11-08                     |
| Santa Claus Island (ex Hugo Island)           | SCI              | Isla Víctor Hugo, península Antártica                    | 64°57′36″S 65°40′12″O / -64.960, -65.670   | 25                                | 1994-12-10                   | 2003-02-09                     |
| Scott Island                                  | SCT              | Isla Scott, costa Scott                                  | 67°22′12″S 179°58′12″O / -67.370, -179.970 | 30                                | 1987-12-25                   | 1999-03-01 Fuera de servicio   |
| Shristi                                       | SHR              | Glaciar Reeves                                           | 74°42′00″S 161°34′12″E / -74.700, 161.570  | 1200                              | 1987-12-28                   | 1992-09-30                     |
| Siple Station                                 | SIP              | Base Siple, Antártida Occidental                         | 75°54′00″S 84°00′00″O / -75.900, -84.000   | 1054                              | 1982-01-23                   | 1992-04-21                     |
| Ski-Hi                                        | SKI              | Base Sky-Hi, península Antártica                         | 74°58′48″S 70°46′12″O / -74.980, -70.770   | 1395                              | 1994-02-21                   | 1999-02-07                     |
| South Pole                                    | SPS              | Base Amundsen-Scott, Polo Sur                            | 89°59′49″S 41°37′52″E / -89.997, 41.631    | 2806,38                           | 2011-01-01                   | 2012-01-01                     |
| Spine                                         | SPN              | Península Antártica                                      | 67°39′00″S 66°04′12″O / -67.650, -66.070   | 1540                              | 1983-03-09                   | 1983-03-20                     |
| Sushila                                       | SHL              | Glaciar Reeves                                           | 74°18′00″S 161°18′00″E / -74.300, 161.300  | 1431                              | 1988-01-20                   | 1992-01-23                     |
| Sutton                                        | SUT              | Costa Adelia                                             | 67°04′48″S 141°22′12″E / -67.080, 141.370  | 871                               | 1994-12-26                   | 2000-12-18                     |
| Swithinbank                                   | STB              | Antártida Occidental                                     | 81°12′00″S 126°10′12″O / -81.200, -126.170 | 945                               | 1997-01-18                   | 2011-01-17                     |
| Tiffany (ex White Island)                     | TIF              | Barrera de hielo cerca de la isla de Ross                | 77°57′00″S 166°10′12″E / -77.950, 166.170  | 25                                | 1984-01-23                   | 1986-01-23                     |
| Tom                                           | TOM              | Barrera de hielo Ross                                    | 84°25′48″S 171°27′18″O / -84.430, -171.455 | 80                                | 2011-01-13                   | 2014-01-01                     |
| Uranus Glacier                                | URG              | Isla Alejandro I                                         | 71°25′48″S 68°55′48″O / -71.430, -68.930   | 780                               | 1986-03-06                   | 2005-01-10                     |
| Young Island                                  | YGI              | Isla Young, islas Balleny                                | 66°13′44″S 162°16′30″E / -66.229, 162.275  | 30                                | 1991-01-01                   | 1997-12-06 Fuera de servicio   |
| Zoe (Mega B) (ex Megadunes Zoe)               | MZO              | Meseta Antártica                                         | 80°46′30″S 124°31′37″E / -80.775, 124.527  | 2881                              | 2004-01-01                   | 2011-01-18                     |

## Listado de AWS de la Antártida no pertenecientes a la Universidad de Wisconsin-Madison
| Nombre de la AWS         | País                      | Código del sitio | Ubicación                                 | Coordenadas                                      | Altura sobre el nivel del mar (m) | Fecha de inicio del servicio |
| ------------------------ | ------------------------- | ---------------- | ----------------------------------------- | ------------------------------------------------ | --------------------------------- | ---------------------------- |
| AGO-1 (ex P1)            | AGO                       | AG1              | Meseta Antártica                          | 83°52′S 129°37′E / -83.86, 129.61                | 2813                              | 01-01-1994                   |
| AGO-2 (ex P2)            | AGO                       | AG2              | Meseta Antártica                          | 85°40′S 46°23′O / -85.67, -46.38                 | 1859                              | 01-12-1992                   |
| AGO-3 (ex P3)            | AGO                       | AG3              | Meseta Antártica                          | 82°45′S 28°35′E / -82.75, 28.59                  | 2845                              | 01-01-1995                   |
| AGO-5 (ex P5)            | AGO                       | AG5              | Meseta Antártica                          | 77°14′S 123°31′E / -77.24, 123.52                | 3517                              | 01-01-1996                   |
| Alessandra               | Italia                    | IAL              | Montañas Transantárticas                  | 73°35′S 166°37′E / -73.58, 166.62                | 160                               | 01-01-2007                   |
| Arelis (en Cape Ross)    | Italia                    | IAR              | Montañas Transantárticas                  | 76°43′S 162°58′E / -76.72, 162.97                | 150                               | 01-01-2007                   |
| Atka Bay                 | Alemania                  | ATB              | Bahía Atka                                | 70°36′44″S 7°58′26″O / -70.612319, -7.973989     |                                   | 01-01-2012 (temporaria)      |
| Amsler Island            | Privado de Estados Unidos | AMI              | Península Antártica                       | 64°46′00″S 64°04′00″O / -64.766667, -64.066667   |                                   | 01-01-2012                   |
| AWS 1                    | Privado de Estados Unidos | AW1              | Península Antártica                       | 68°08′35″S 63°57′25″O / -68.143, -63.957         |                                   | 01-01-2009                   |
| AWS 14                   | Países Bajos              | N14              | Península Antártica                       | 67°01′16″S 61°30′00″O / -67.021, -61.5           | 50                                | 01-01-2009                   |
| AWS 15                   | Países Bajos              | N15              | Barrera de hielo Larsen                   | 67°34′16″S 62°09′07″O / -67.571, -62.152         | 50                                | 01-01-2011                   |
| AWS 17                   | Países Bajos              | N17              | Península Antártica                       | 65°55′56″S 61°50′50″O / -65.9321, -61.8471       | 20                                | 01-01-2011                   |
| Biesiada Crevasse        | SPAWAR                    | SBC              | Barrera de hielo cerca de la isla de Ross | 77°54′24″S 169°15′10″E / -77.9067, 169.2527      | 30                                | 01-01-2007                   |
| Bisco Islands            | Brasil                    | BBI              | Islas Biscoe, península Antártica         | 66°07′59″S 66°00′00″O / -66.133, -66             | 20                                | 01-01-2007                   |
| Bratina Island           | Nueva Zelanda             | SBI              | cerca de la isla de Ross                  | 78°00′59″S 165°32′59″E / -78.016367, 165.54975   |                                   | 01-01-2014                   |
| Bull Pass                | Nueva Zelanda             | BPS              | Montañas Transantárticas                  | 77°19′S 161°31′E / -77.31, 161.51                |                                   | 01-01-2009                   |
| Butler Island            | Reino Unido               | BUT              | Isla Butler, península Antártica          | 72°12′23″S 60°10′11″O / -72.2062667, -60.16975   | 91                                | 01-01-2014                   |
| Camp Maudheimvida        | Finlandia                 | NCM              | Tierra de la Reina Maud                   | 73°06′19″S 13°09′53″O / -73.105278, -13.164722   | 363                               | antes de 2013                |
| Cape Poinsett (ex Casey) | Australia                 | ACP              | Tierra de la Reina Mary                   | 65°52′01″S 113°04′01″E / -65.867, 113.066944     | 90                                | 01-01-2007                   |
| Leningradskaya           | Rusia                     | LEN              | Costa de Adelia                           | 69°30′S 159°23′E / -69.5, 159.38                 | 291                               | 27-01-2008                   |
| D-3                      | Francia                   | D03              | Costa de Adelia                           | 66°41′42″S 139°54′54″E / -66.695, 139.915        |                                   | 01-01-2011                   |
| D-0                      | Francia                   | D00              | Costa de Adelia                           | 66°41′17″S 139°54′31″E / -66.688056, 139.908611  |                                   | 01-01-2011                   |
| Site 8                   | Reino Unido               | SIT              | Península Antártica                       | 75°49′15″S 58°58′01″O / -75.8208, -58.9669333    |                                   | 01-01-2014                   |
| Korff Ice Rise           | Reino Unido               | KOR              | Isla Korff                                | 78°43′07″S 68°26′14″O / -78.7186333, -68.4372833 |                                   | 01-01-2014                   |
| Joinville Is             | Brasil                    | BJI              | Isla Joinville                            | 63°10′59″S 55°24′00″O / -63.183, -55.4           | 75                                | 01-01-2007                   |
| Cierva Cove              | Privado de Estados Unidos | CIC              | Caleta Cierva, península Antártica        | 64°09′S 60°57′O / -64.15, -60.95                 |                                   | 01-01-2007                   |